# Borja Garcés
Borja Garcés Moreno (Melilla, 6 de agosto de 1999) es un futbolista español que juega de delantero en el Atlético de Madrid "B" de la Primera Federación.

## Trayectoria
En 2016 se enroló en la cantera del Atlético de Madrid, donde llegó procedente del Rusadir melillense. Antes de eso militó en el Gimnástico Melilla y llegó a entrenar con el Segunda B de la U. D. Melilla. Desde el Campeonato de España de Selecciones Territoriales, que se celebró en Melilla en 2016 en su primera fase, el Atlético se fijó en él y le pidió que hiciese una prueba, la superó y se incorporó a la cantera rojiblanca.
Comenzó la temporada 2017-18 en el Atlético Madrileño, líder del Grupo VII de la División de Honor de Juveniles y, más tarde, disputaría la Liga Juvenil de la UEFA. En la temporada 2018-19 formó parte del filial rojiblanco que jugaba en Segunda División B. El 15 de septiembre de 2018 debutó con el Club Atlético de Madrid en Primera División en el partido frente a la S. D. Eibar, anotando un gol en el minuto 94, empatando el encuentro a uno y salvando a su equipo de la derrota.
El 15 de enero de 2021 fue cedido al C. F. Fuenlabrada, entonces equipo de la Segunda División, hasta final de temporada. Las siguientes tres fue nuevamente prestado, siendo el C. D. Leganés, el C. D. Tenerife y el Elche C. F. sus destinos.
En abril de 2024 sufrió una rotura de ligamento cruzado que le hizo perderse lo que quedaba de campaña y el inicio de la siguiente. Una vez recuperado, en enero, volvió a jugar con el Atlético de Madrid "B" en la Primera Federación.

## Clubes
| Club                       | País   | Año       |
| -------------------------- | ------ | --------- |
| Atlético de Madrid "B"     | España | 2018-2021 |
| C. F. Fuenlabrada (cedido) | España | 2021      |
| Atlético de Madrid         | España | 2021-2024 |
| C. D. Leganés (cedido)     | España | 2021-2022 |
| C. D. Tenerife (cedido)    | España | 2022-2023 |
| Elche C. F. (cedido)       | España | 2023-2024 |
| Atlético de Madrid "B"     | España | 2025-     |